# Sam Harrison
Samuel „Sam“ James Harrison (* 24. Juni 1992 in Crosskeys) ist ein ehemaliger walisischer Radrennfahrer, der vornehmlich auf der Bahn erfolgreich war.

## Sportliche Laufbahn
Im Alter von 13 Jahren begann Sam Harrison mit dem Radsport. 2008, mit 16, wurde er in das britische „Olympic Development Programme“ aufgenommen, nachdem er im selben Jahr britischer Jugend-Vizemeister im Querfeldein-Rennen geworden war. 2010 wurde er gemeinsam mit Dan McLay britischer Junioren-Vizemeister im Zweier-Mannschaftsfahren sowie Junioren-Vizeweltmeister im Omnium und in der Mannschaftsverfolgung. Zudem belegte er beim Pavé de Roubaix, dem Nachwuchswettbewerb von Paris–Roubaix, den siebten Platz.
Bei den UCI-Bahn-Weltmeisterschaften 2011 in Apeldoorn errang Harrison mit dem britischen Bahn-Vierer (Ed Clancy, Peter Kennaugh und Andrew Tennant) Bronze. Bei den Europameisterschaften des Nachwuchses belegte er mit dem Vierer Rang zwei, auf nationaler Ebene wurde er Dritter der Elite im 1000-Meter-Zeitfahren. 2013 wurde Sam Harrison in Minsk Vize-Weltmeister in der Mannschaftsverfolgung, gemeinsam mit Steven Burke, Ed Clancy und Andrew Tennant. 2017 beendete er seine Radsportlaufbahn.

## Erfolge

### Bahn
2009
- Europameisterschaft – Mannschaftsverfolgung (Junioren) mit George Atkins, Timothy Kennaugh und Jonathan Mould
- Europameisterschaft – Madison (Junioren) mit Daniel McLay
- Britischer Meister – Mannschaftsverfolgung mit Ian Cooper, Andrew Magnier und Boyd Roberts

2010
- Weltmeisterschaft – Mannschaftsverfolgung (Junioren)
- Weltmeisterschaft – Omnium (Junioren)
- Britischer Meister – Einerverfolgung (Junioren)

2011
- Weltcup Peking – Omnium
- Weltmeisterschaft – Mannschaftsverfolgung mit Steven Burke, Peter Kennaugh und Andrew Tennant
- Europameisterschaft – Mannschaftsverfolgung (U23) mit Mark Christian, Joseph Kelly und Erick Rowsell

2012
- Britischer Meister – Mannschaftsverfolgung mit Owain Doull, Alistair Slater und Simon Yates

2013
- Weltmeisterschaft – Mannschaftsverfolgung, mit Steven Burke, Ed Clancy und Andrew Tennant
- Britischer Meister – Scratch

### Straße
2012
- Britischer Meister – Einzelzeitfahren (U23)

2013
- Britischer Meister – Einzelzeitfahren (U23)

## Teams
- 2012 Team 100% Me
- 2013 Team 100% Me
- 2014 NFTO
- 2015 NFTO
- 2016 Team Wiggins
- 2017 Team Wiggins